# St. Petersburg Open 2021
Il St. Petersburg Open 2021 è stato un torneo di tennis giocato su campi in cemento al coperto. È stata la ventiseiesima edizione del torneo facente parte del circuito ATP Tour 250 nell'ambito dell'ATP Tour 2021. Si è giocato alla Sibur Arena di San Pietroburgo, in Russia, dal 25 al 31 ottobre 2021.

## Partecipanti al singolare

### Teste di serie
| Nazionalità | Giocatore             | Ranking* | Testa di serie |
| ----------- | --------------------- | -------- | -------------- |
| Russia      | Andrej Rublëv         | 6        | 1              |
| Canada      | Denis Shapovalov      | 15       | 2              |
| Spagna      | Roberto Bautista Agut | 20       | 3              |
| Russia      | Aslan Karacev         | 22       | 4              |
| Stati Uniti | Taylor Fritz          | 30       | 5              |
| Russia      | Karen Chačanov        | 31       | 6              |
| Kazakistan  | Aleksandr Bublik      | 35       | 7              |
| Stati Uniti | Sebastian Korda       | 38       | 8              |

* Ranking aggiornato al 18 ottobre 2021.

### Altri partecipanti
I seguenti giocatori hanno ricevuto una wild card per il tabellone principale:
- Nino Serdarušić
- Yshai Oliel
- Evgenii Tiurnev

Il seguente giocatore è entrato in tabellone utilizzando il ranking protetto:
- Pablo Andujar

I seguenti giocatori sono passati dalle qualificazioni:

- Botic van de Zandschulp
- Yoshihito Nishioka
- Egor Gerasimov
- Emil Ruusuvuori

## Partecipanti al doppio

### Teste di serie
| Nazionalità | Giocatore       | Nazionalità | Giocatore        | Ranking1 | Testa di serie |
| ----------- | --------------- | ----------- | ---------------- | -------- | -------------- |
| Regno Unito | Jamie Murray    | Brasile     | Bruno Soares     | 33       | 1              |
| Sudafrica   | Raven Klaasen   | Giappone    | Ben McLachlan    | 54       | 2              |
| El Salvador | Marcelo Arévalo | Paesi Bassi | Matwe Middelkoop | 71       | 3              |
| Kazakistan  | Andrej Golubev  | Monaco      | Hugo Nys         | 87       | 4              |

* Ranking aggiornato al 18 ottobre 2021.

### Altri partecipanti
Le seguenti coppie hanno ricevuto una wild card per il tabellone principale:
- Jonathan Erlich /  Andrėj Vasileŭski
- Daniil Golubev /  Evgenii Tiurnev

La seguente coppia è entrata in tabellone utilizzando il ranking protetto:
- Dominic Inglot /  Ken Skupski

## Punti e montepremi
| Torneo              | V       | F       | SF      | QF      | 2T      | 1T      | Q    | Q2     | Q1     |
| Singolare           | 250     | 150     | 90      | 45      | 20      | 0       | 12   | 6      | 0      |
| Premi in denaro (€) | €84 720 | €60 740 | €43 240 | €28 830 | €18 530 | €11 150 | N.D. | €5 445 | €2 830 |
| Doppio              | 250     | 150     | 90      | 45      | N.D.    | 0       | N.D. | N.D.   | N.D.   |
| Premi in denaro (€) | €31 640 | €22 650 | €14 930 | €9 700  | N.D.    | €5 680  | N.D. | N.D.   | N.D.   |

## Campioni

### Singolare
Marin Čilić ha sconfitto in finale  Taylor Fritz con il punteggio di 6-4, 6-4.
- È il ventesimo titolo in carriera per Čilić, il primo della stagione.

### Doppio
Jamie Murray /  Bruno Soares hanno sconfitto in finale  Andrej Golubev /  Hugo Nys con il punteggio di 6-3, 6-4.